# Кармополис-ди-Минас
Кармополис-ди-Минас (порт. Carmópolis de Minas) — муниципалитет в Бразилии, входит в штат Минас-Жерайс. Составная часть мезорегиона Запад штата Минас-Жерайс. Входит в экономико-статистический микрорегион Оливейра. Население составляет 14 875 человек на 2006 год. Занимает площадь 400,621 км². Плотность населения — 37,1 чел./км².

## История
Город основан 27 декабря 1948 года.

## Статистика
- Валовой внутренний продукт на 2003 год составляет 66 126 213,00 реалов (данные: Бразильский институт географии и статистики).
- Валовой внутренний продукт на душу населения на 2003 год составляет 4518,98 реалов (данные: Бразильский институт географии и статистики).
- Индекс развития человеческого потенциала на 2000 год составляет 0,749 (данные: Программа развития ООН).

## География
Климат местности: горный тропический. В соответствии с классификацией Кёппена, климат относится к категории Aw.